# 321 г. пр.н.е.
321 (триста двадесет и първа) година преди новата ера (пр.н.е.) е година от доюлианския (Помпилийски) римски календар.

## Събития

### В Македонската империя
- Полиперхон организира управлението на Гърция.[1]
- Пердика ръководи кампания срещу Птолемей в Египет като оставя управлението и защитата на Мала Азия на Евмен. Тази експедиция среща множество препятствия и самият Пердика става жертва на конспирация зародила се сред офицерите му. Убийството му слака край на кампанията.[2]
- Кратер претърпява фатално за него поражение в Мала Азия.[3]
- Състои се съвещанието в Трипарадис между противниците на Пердика и Евмен, по време на което се извършва разпределение на сатрапиите в империята.[4]
- Антипатър е обявен за регент и натоварен с водене на войната срещу Евмен.[4]

### В Римската република
- Консули са Тит Ветурий Калвин (за II път) и Спурий Постумий Албин Кавдин (за II път).
- Римска армия навлиза в Кампания и е принудена да се предаде по време на битката при Каудинийските проходи тъй като попада в капан устроен от самнитите.[5]

## Изкуство и наука
- Пред публика e поставенa за първи път творбa на Менандър.[1]

## Починали
- Кратер, македонски пълководец на Александър Велики и диадох (роден 370 г. пр.н.е.)
- Пердика, пълководец на Александър Велики, диадох и регент на царството
- Менон IV, тесалийски генерал